# فواحة

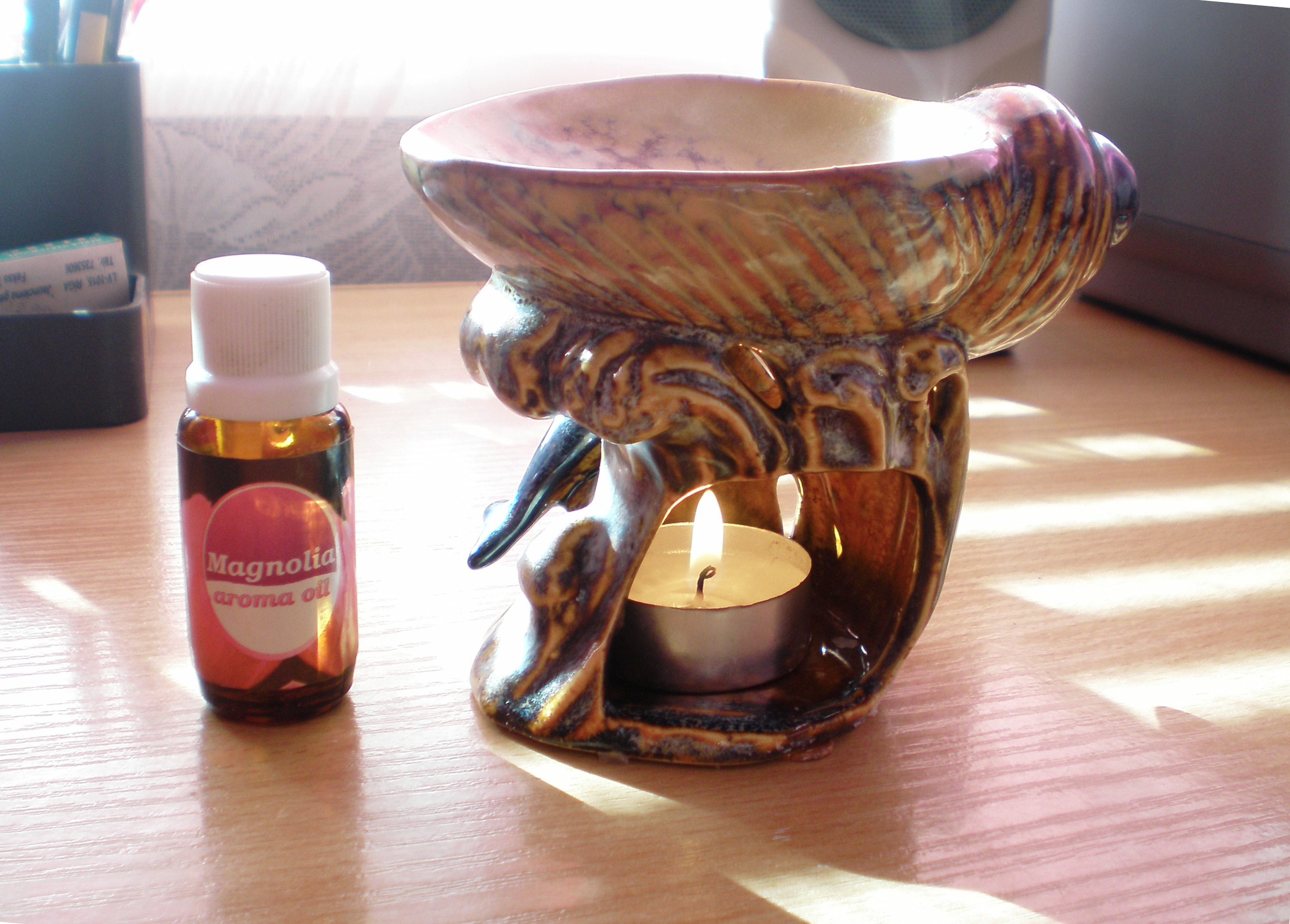
مصباح بزيت عطري.

الفواحة (الجمع: الفَوَّاحَة) أو الناشرة وتسمى أيضًا المصباح العطري هو مصباح يستخدم لنشر الزيوت العطرية ضمن نطاق طب الروائح والتعاليم الباطنية الغربية.
هناك أربعة أنواع مختلفة منها لنشر الروائح:

## رذاذة
وهو مصباح لا يستعمل الماء أو الحرارة من أجل نشر الروائح، فزجاجة الزيت العطري تكون متصلة بشكل مباشل بالمصباح وتنتج بذلك زيتاً عطرياً (100%) بتركيز مرتفع.

## التبخير
يُستخدم عادة مرشح لنشر الروائح العطرية. الناحية السلبية للمصباح المستخدم لهذه الطريقة هي أن المكونات الزيتية الخفيفة تصعد لأعلى المرشح ولا تهبط إلا بعد انتهاء عملية التبخير بشكل كامل.

## تعطير حراري
عادة يتم استعمال مصباح بشمعة صغيرة لتبخير مخلوط زيت العطور والماء. وهو رخيصُ جدا ولا يحتاج لإجراء صيانة خاصة، ولكن يمكن أن تؤثر الحرارة على الصيغة الكيميائية للزيت مع مرور الوقت.